# Velîki Mlînivți, Kremeneț
Velîki Mlînivți (în ucraineană Великі Млинівці) este localitatea de reședință a comunei Velîki Mlînivți din raionul Kremeneț, regiunea Ternopil, Ucraina.

## Demografie
Componența lingvistică a localității Velîki Mlînivți
     Ucraineană (99,4%)
     Alte limbi (0,6%)
Conform recensământului din 2001, majoritatea populației localității Velîki Mlînivți era vorbitoare de ucraineană (99,4%), existând în minoritate și vorbitori de alte limbi.